# Kòrsou un Munisipio Ulandes Nobo
Kòrsou un Munisipio Ulandes Nobo (Nederlands: Curaçao een Nieuwe Nederlandse Gemeente), kortweg KUMUN, is een Curaçaose politieke partij. De partij maakt zich sterk voor de status van Nederlandse gemeente voor Curaçao; echter anders dan Bonaire wil zij niet enkel integreren in Nederland maar ook meteen in de Europese Unie als ultraperifeer gebied (UPG). Als eerste stap wil de partij een referendum houden opdat het volk zich kan uitspreken. 
De partij werd in juli 2020 opgericht, een maand na het oproer in Willemstad welke was ontstaan uit protest tegen de bezuinigingen en hervormingen in het kader van de Nederlands financiële steun tijdens de coronacrisis. De partij nam deel aan de statenverkiezingen op 19 maart 2021, maar behaalde onvoldoende stemmen voor een zetel. Politiek leider van KUMUN was ondernemer en voormalig ambtenaar Luigi Faneyte, die kort na de verkiezingen uit de partij stapte.